# Quiricus och Julitta
Quiricus och Julitta, döda år 304 i Tarsus, var två kristna martyrer. Julitta och hennes treårige son Quiricus flydde från Ikonion till Tarsus för att undgå kejsar Diocletianus förföljelser. De blev dock infångade och utsattes för olika sorters tortyr. Quiricus rev Tarsus guvernör i ansiktet och dödades då genom att kastas nerför en trappa. Guvernören befallde då, i sitt ursinne, att Julittas kropp skulle slitas sönder med hakar och därefter skulle hon halshuggas. De båda martyrernas kroppar kastades utanför staden, men två tjänsteflickor tog hand om kropparna och gav dem en värdig begravning.

## Bilder
| - De heliga Quiricus och Julitta torteras. Bysantinsk fresk i kyrkan Santa Maria Antiqua i Rom. |

### Webbkällor
- ”Sts. Quiricus and Julitta”. Catholic Encyclopedia. New Advent. http://www.newadvent.org/cathen/12614c.htm. Läst 8 oktober 2019.
- ”San Quirico, martire”. Santi e Beati. http://www.santiebeati.it/dettaglio/57400. Läst 8 oktober 2018.
- ”Santa Giulitta (o Giuditta), martire”. Santi e Beati. http://www.santiebeati.it/dettaglio/57450. Läst 8 oktober 2018.